# Heinz Betz
Heinz Betz (Bad Cannstatt, 29 de septiembre de 1954) es un deportista alemán que compitió para la RFA en ciclismo en la modalidad de pista. Su hermano Werner compitió en el mismo deporte.
Ganó una medalla de bronce en el Campeonato Mundial de Ciclismo en Pista de 1980, en la carrera por puntos.

## Medallero internacional
| Campeonato Mundial | Campeonato Mundial | Campeonato Mundial | Campeonato Mundial |
| Año                | Lugar              | Medalla            | Competición        |
| ------------------ | ------------------ | ------------------ | ------------------ |
| 1980               | Besanzón (Francia) | Medalla de bronce  | Puntuación (P)     |